# 山口県道108号地家室白木港線
山口県道108号地家室白木港線（やまぐちけんどう108ごう じかむろしらきこうせん）は、山口県大島郡周防大島町を通る一般県道である。

## 概要
大島郡周防大島町大字地家室から大島郡周防大島町大字西方に至る。

### 路線データ
- 起点：大島郡周防大島町大字地家室（山口県道60号橘東和線交点）
- 終点：大島郡周防大島町大字西方（国道437号交点）

## 歴史
- 1958年（昭和33年）10月1日 - 山口県告示第644号の2により認定される。
- 1972年（昭和47年）頃 - 現行の県道番号に変更される。
- 2004年（平成16年）10月1日 - 大島郡の全4町（大島町・久賀町・橘町・東和町）が対等合併して大島郡周防大島町が成立したことに伴い、全区間が大島郡周防大島町域を通る路線になる。

## 路線状況

### 重複区間
- 山口県道60号橘東和線（大島郡周防大島町大字外入）

## 地理

### 通過する自治体
- 大島郡周防大島町

### 交差する道路
| 交差する道路                      | 交差する場所 | 交差する場所 |
| --------------------------------- | ------------ | ------------ |
| 山口県道60号橘東和線              | 大字地家室   | 起点         |
| 山口県道60号橘東和線 重複区間起点 | 大字外入     |              |
| 山口県道60号橘東和線 重複区間終点 | 大字外入     |              |
| 国道437号                         | 大字西方     | 終点         |

### 沿線
- 周防大島町役場 白木出張所
- 道の駅サザンセトとうわ（終点付近）